# محمد اکبر بارکزی
محمد اکبر بارکزی سیاستمدار افغانستانی است وی والی قبلی بغلان بود. او این منصب را از ۲۰۰۹ تا ۲۰۱۰ بر عهده داشت.او زیاد مطالعه میکرد و اهل سنت است و یکی از مخالفان طالبان در زمان جمهوریت بود.